# Axídares Dimacísio
Axídares Dimacísio (em armênio: Աշխադար, Ašχadar; em latim: Axidares; em grego: Αξιδάρης, Axidárēs) foi um nobre armênio (nacarar) do século IV da família Dimacísio, ativo no correinado de Ársaces III (r. 378–387) e Cosroes IV (r. 385–389).

## Nome
Axídares (Axidares; Αξιδάρης, Axidárēs) é a forma latina e grega do armênio Ascadar (Աշխադար, Ašχadar), cuja origem é iraniana e está vinculado a outros nomes como Ascudar (Askudа̄r) e Iscudar (Iskudа̄r).

## Contexto

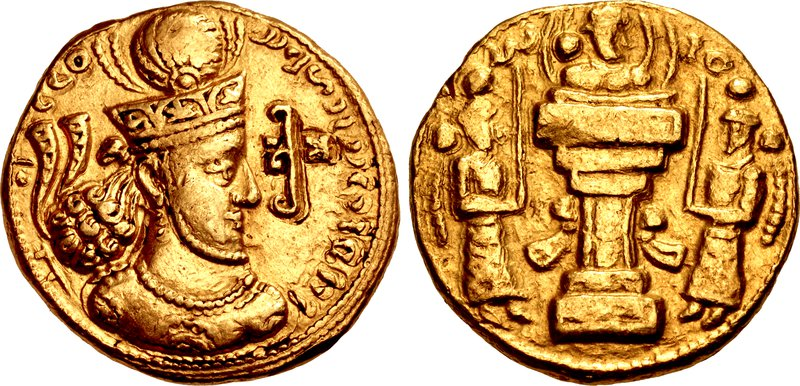
Dinar de r.

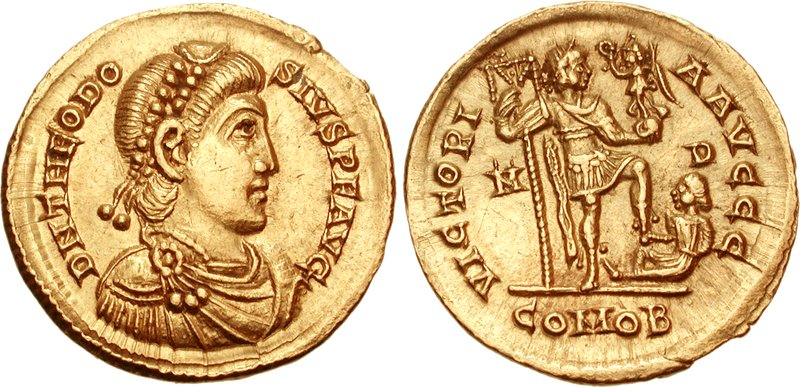
Soldo de Teodósio I r.

Em 387 foi firmada a Paz de Acilisena entre o imperador Teodósio I (r. 378–395) e o xainxá Sapor III (r. 373–378) que dividiu o Reino da Armênia em duas zonas de influência, a romana (ocidental) e a sassânida (oriental). Na porção ocidental, governou Ársaces III (r. 378–387), enquanto na oriental, Cosroes IV (r. 385–389). Parte da nobreza armênia decidiu permanecer junto de Ársaces, enquanto outros optaram por permanecer com Cosroes.

## Vida
A parentela de Axídares é desconhecida, exceto que pertenceu à família Dimacísio. Quando ocorreu a divisão da Armênia, Isaque I optou por permanecer com Ársaces, mas ao ser falsamente acusado por seus parentes de Sispiritis perante o rei, quis fugir à Armênia Oriental e recebeu ajuda de Surena, Vaanes e Axídares. Durante a tentativa de fuga, foram impedidos pelo exército de Ársaces e foram obrigados a esperar um momento mais oportuno. Isaque conseguiria fugir primeiro, mas os demais continuaram esperando. Quando Ársaces começou a transferir seu tesouro da fortaleza de Ani (atual Quema, na Turquia) para Sofena, os três o roubaram e fugiram sob perseguição de Samuel Mamicônio. Esconderam-se numa caverna e foram sitiados pelas forças de Samuel até que foram resgatados por Isaque acompanhado do exército de Cosroes. Depois, foram escoltados à corte de Cosroes, que os recebeu com louvor pelo feito.